# Торебруна
Торебру̀на (на италиански: Torrebruna, на местен диалект la Torrë, ла Торъ) е село и община в Южна Италия, провинция Киети, регион Абруцо. Разположено е на 845 m надморска височина. Населението на общината е 956 души (към 2010 г.).